# Онуфрије Березовски
Онуфрије (укр. Онуфрій; Коритне, 5. новембар 1944) је поглавар Украјинске православне цркве (Московске патријаршије) и носи титулу митрополита кијевског и све Украјине.

## Биографија
Рођен је 5. новембра 1944. у Черновачкој области као син свештеника. Завршио је средњу школу 1961. године. Од 1962. до 1964. године студирао је у техничкој школи Черновци, након чега је радио у грађевинским организацијама у Черновцима.
Придружио се техничком факултету Универзитета Черновци 1966. године, а 1969. године, након треће године, уписао се у другу класу Московске богословије; следеће године постао је део братства Тројичне Свето-Сергијеве лавре.
Замонашио се 18. марта 1971. године, и у част светог Онуфрија Великог добио је име Онуфрије. Хиротонисан је за јерођакона  20. јуна 1971. године а 29. маја 1972. је хиротонисан у јеромонаха.
После 18 година, архимандрит Онуфрије се вратио у Украјину као претпостављени Почајевске лавре Светог Успења. Дипломирао је на Московској богословској академији као кандидат теологије 1988. године. Постављен је за претпостављеног духовника Успенске Почајевске лавре 20. јула 1988. године.
Онуфрије је 22. јануара 1992. године потписао захтев епископског састанка Украјинске православне цркве патријарху московском и целе Русије Алексију II са захтевом да се обезбеди аутокефална црква у Украјини, а 23. јануара га је митрополит Филарет (Денисенко) преместио у Ивано-Франкивску епархију. Премештен је у Епархију черновску 7. априла 1992. године, а у овој епархији је служио 23 године.
Уздигнут је у чин архиепископа 28. јула 1994. године и постављен за сталног члана Светог синода Украјинске православне цркве. Уздигнут је у ранг митрополита 22. новембра 2000. године. Митрополит кијевски и све Украјине Владимир доделио му је 23. новембра 2013. године право да носи другу Панагију.
Свети синод Украјинске православне цркве 24. фебруара 2014. године изабрао га је тајним гласањем за место локум тененс кијевске митрополитске столице у вези са лекарским уверењем о немогућности митрополита кијевског и све Украјине да обавља дужности поглавара Украјинске православне цркве. Изабран је за новог поглавара своје цркве 13. августа 2014. године као поглавар Украјинске православне цркве и митрополит кијевски и све Украјине Московске патријаршије (наследнивши митрополита Владимира).